# Stefan Lüddemann

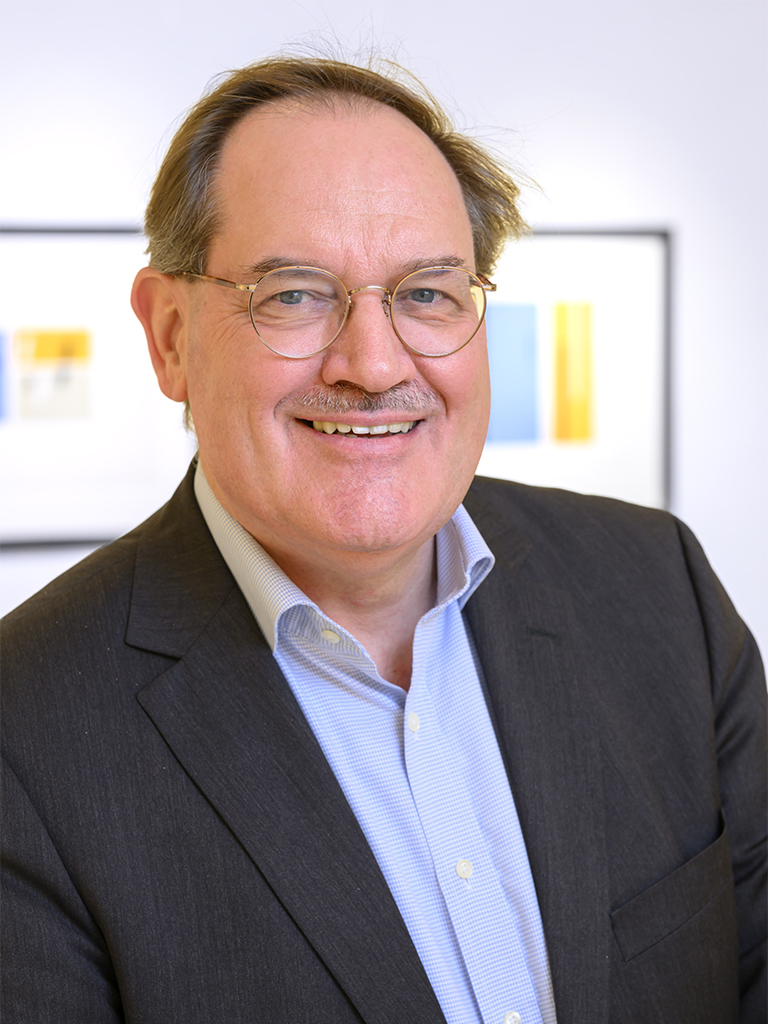
Dr. Stefan Lüddemann, Fotograf Hermann Pentermann

Stefan Lüddemann (* 1960 in Bremen) ist ein deutsch-französischer Kulturjournalist und Hochschullehrer. Er schreibt als Kulturautor für NOZ Medien in Osnabrück und publiziert als Kulturwissenschaftler. Stefan Lüddemann ist Honorarprofessor an der Universität Osnabrück sowie Mitglied des PEN-Zentrums Deutschland.

## Leben

### Ausbildung
Lüddemann studierte von 1978 bis 1985 Germanistik und Geschichte, sowie zeitweise Publizistik, Philosophie und Kunstgeschichte an der Universität Münster (Erstes Staatsexamen) sowie von 1993 bis 1996 Kulturmanagement an der FernUniversität Hagen (Hochschulzeugnis).
Er wurde 2003 mit der Dissertation „Kunstkritik als Kommunikation“ an der FernUniversität Hagen zum Dr. phil. („summa cum laude“) promoviert.
Stefan Lüddemann absolvierte verschiedene Fortbildungen, darunter die zum Freien Lektor (Börsenverein des Deutschen Buchhandels).

### Journalistische Arbeit
Lüddemann volontierte von 1987 bis 1989 bei der Neuen Osnabrücker Zeitung. 1998 übernahm er die Leitung des Ressorts Feuilleton der Neuen Osnabrücker Zeitung, ab 2009 die Leitung des Themenbereiches „Kultur und Wissen“. Seit 2023 schreibt er als Kulturautor für die NOZ Medien, insbesondere über Themen der Kunst- und Literaturkritik. Lüddemann schreibt Analysen, Kritiken, Reportagen. Er ist darüber als Kolumnist profiliert (Kulturkolumne „Schön ist das Leben“, Sprachkolumne „Der Wortklauber“).

### Universitäre Lehre
Stefan Lüddemann versah seit 1998 Lehraufträge an der Universität Osnabrück (Literatur- und Kunstwissenschaften) und zeitweise an der FernUniversität Hagen (Kulturmanagement). Die Universität Osnabrück berief ihn 2019 zum Honorarprofessor an das Institut für Germanistik (Fachbereich Sprach- und Literaturwissenschaften).
Seine Lehrtätigkeit ist auf den Bereich Kulturjournalismus, Feuilleton und literarische Kritik fokussiert. In diesem Rahmen hielt Lüddemann Seminare unter anderem zu den Themen: Einführung in die Literaturkritik, Literaturkritik der Romantik, Marcel Reich-Ranicki und die deutsche Literatur nach 1945, der Literaturskandal, Thomas Manns „Zauberberg“ und die Literaturkritik sowie zu Heinrich Heines Publizistik ab.

## Mitgliedschaften
Stefan Lüddemann ist Mitglied in vielfältigen Kulturverbänden, darunter Kulturpolitische Gesellschaft, Kunstverein Bremen, Marcel-Proust-Gesellschaft, Internationale Stefan Zweig Gesellschaft, Heinrich-Vogeler-Gesellschaft. Er ist zudem durch Zuwahl Mitglied im PEN-Zentrum Deutschland und in der deutschen Sektion der Kunstkritikervereinigung Association Internationale des Critiques d’Art (AICA).

## Persönliches
Stefan Lüddemann ist verheiratet und lebt in Osnabrück. Er erwarb 2023 die französische Staatsbürgerschaft.

## Veröffentlichungen (Auswahl)
- Kunstkritik als Kommunikation. Vom Richteramt zur Evaluationsagentur[4]. Deutscher Universitätsverlag, Wiesbaden 2004, ISBN 978-3-8244-4565-3 (zugleich Dissertation an der FernUniversität Hagen 2003)
- Bilderwelten einer Jahrhundertwende. Texte zur Kunstkritik und Kunstkritiken 1996-2006. V & R Unipress, Göttingen 2006, ISBN 978-3-89971-290-2
- Mit Kunst kommunizieren. Theorien, Strategien, Fallbeispiele. Verlag für Sozialwissenschaften, Wiesbaden 2007, ISBN 978-3-531-15581-4
- Harry Kramer. Kunst der Gegenwart aus Niedersachsen[5]. Bd. 64, Niedersächsische Lottostiftung, Hannover 2007, ISBN 978-3-00-022396-9
- Kulturmanagement der Zukunft. Perspektiven aus Theorie und Praxis. Wiesbaden 2008, ISBN 978-3-531-15553-1
- Glossar Kulturmanagement. Wiesbaden 2011, ISBN 978-3-531-16248-5
- Blockbuster. Besichtigung eines Ausstellungsformats[6]. Hatje Cantz, Ostfildern 2011, ISBN 978-3-7757-2976-5
- Kulturjournalismus. Medien, Themen, Praktiken. Springer, Wiesbaden 2015, ISBN 978-3-658-10025-4
- mit Thomas Heinze: Einführung in die Bildhermeneutik. Methoden und Beispielanalysen. Springer, Wiesbaden 2016, ISBN 978-3-658-10025-4
- Kultur. Eine Einführung[7]. Verlag für Sozialwissenschaften, Wiesbaden 2019, ISBN 978-3-658-23136-1
- Die neue Kunst der Gesellschaft. Kunst im Netzwerk der Praktiken. Wiesbaden. 2021, ISBN 978-3-658-33811-4
- Friedrich Vordemberge-Gildewart. Wienands Kleine Reihe der Künstlerbiografien. Köln. 2024, ISBN 978-3-86832-774-8